# Jordi Coca
Jordi Coca i Villalonga (Barcelona, 20 de octubre de 1947), doctor en artes escénicas, es un escritor español en lengua catalana.
Comenzó su carrera literaria con la novela Un d'aquells estius. Ha obtenido el Premio Documenta con Mal de lluna (1988), el Premio Josep Pla con La japonesa (1992), el Premio de la Crítica de narrativa catalana con Louise (un cuento sobre la felicidad) (1993), el Premio Ciutat de Palma con Dies meravellosos (1996), el Premio Ramon Muntaner de Literatura Juvenil con La faula dels ocells grecs (1997) y el Premio Sant Jordi de novela con Sota la pols (2000). En 2004 publicó Cara d'àngel, con el que ganó el Premio Joanot Martorell de narrativa. En 2006 publicó Sorres blanques.
Ha elaborado algunos ensayos sobre teatro y otros temas literarios, así como adaptaciones al catalán de obras de Maurice Maeterlinck y del poeta japonés Matsuo Bashō.

## Publicaciones

### Poesía
- Versions de Matsuo Basho. Barcelona: Empúries, 1992.
- Ciel de nuit/Cel de nit. Perpinyà: Philippe Blanc, 1996.
- Terres grogues. Barcelona: Proa, 1998.

### Novela
- Els Lluïsos. Barcelona: Edicions 62, 1971.
- Alta comèdia. Barcelona: Pòrtic, 1973.
- El detectiu, el soldat i la negra. Barcelona: Laia, 1978.
- Mal de lluna. Barcelona: Edicions 62, 1988.
- La japonesa. Barcelona: Destino, 1992.
- Louise: un conte sobre la felicitat. Barcelona: Destino, 1993; Barcelona: Edicions 62, 2006.
- Paisatges de Hopper. Barcelona: Edicions 62, 1995.
- Dies meravellosos. Barcelona: Edicions 62, 1996.
- L'emperador. Barcelona: Destino, 1997.
- De nit, sota les estrelles. Barcelona: Proa, 1999.
- Sota la pols. Barcelona: Proa/Columna, 2001.
- Lena. Barcelona: edicions 62, 2002.
- Cara d'àngel. Barcelona: Edicions 62, 2004.
- Sorres blanques. Barcelona: Edicions 62, 2006.
- La noia del ball. Barcelona: Proa, 2007.
- La nit de les papallones. Barcelona: Edicions 62, 2009.
- En caure la tarda. Barcelona: Edicions 62, 2012.
- "El diable i l'home just" Barcelona: Galàxia, 2014.

### Narrativa breve
- Exòtiques. Barcelona: Pòrtic, 1975.
- Selva i salonet. Mataró: Robrenyo, 1978.
- Incidents a l'horitzó. Sabadell: Edicions dels Dies, 1983.
- Sopàrem a Royal. Sabadell: Èczema, 1983.
- Les coses febles. Barcelona: El Mall, 1983.
- El cor de les coses. Barcelona: Empúries, 1995.
- El secret de la cavalleria. Barcelona: Edicions 62, 2004.

### Narrativa infantil y juvenil
- La faula dels ocells grecs : amb unes notes de l'autor sobre Aristòfanes i el seu temps. Barcelona: Empúries, 1997.

### Teatro
- Platja negra. Barcelona: Proa, 1999.
- Antígona. Barcelona: Proa, 2002.
- Tempesta a les mans. Dirigida por Jordi Coca, 2005.
- Interior anglès. Tarragona: Arola, 2006.
- Els senyors Borkman. Versión libre a partir de Ibsen, 2006.
- Versió de la "Nausica", de Joan Maragall. Festival Grec 2006. Dirección Hermann Bonnín.[1]

### Crítica literaria o ensayo
- Joan Brossa o El pedestal són les sabates. Barcelona: Pòrtic, 1971.
- Pedrolo, perillós? Barcelona: Dopesa, 1973.
- L'Agrupació Dramàtica de Barcelona: intent de Teatre Nacional Català (1955-1963). Barcelona: Institut del Teatre/Edicions 62, 1978.
- La Generalitat republicana i el teatre (1931-1939): legislació (con Enric Gallén Miret, Anna Vázquez Estévez). Barcelona: Institut del Teatre/Ed. 62, 1982.
- Ni àngels ni dimonis. Barcelona: Abadía de Montserrat, 1983.
- Qüestions de teatre. Barcelona: Institut del Teatre/Edicions 62, 1985.
- Adrià Gual: mitja vida de modernisme (con Carles Batlle i Jordà). Barcelona: Àmbit, 1992.
- El teatre de Josep Palau i Fabre: alquímia i revolta. (1935-1958). Barcelona: Galaxia Gutenberg, 2013.